# Heuchelheim (Reichelsheim)
Heuchelheim ist ein Stadtteil von Reichelsheim im hessischen Wetteraukreis.

## Geographie
Heuchelheim liegt 128 m über NN, etwa acht Kilometer nordöstlich von Friedberg und nordwestlich angrenzend an Reichelsheim in der Wetterau. Es ist der kleinste Stadtteil von Reichelsheim.

## Geschichte

### Mittelalter
Die älteste erhaltene Erwähnung des Ortes als „Hucheneleheim“ in einem Güterverzeichnis der Propstei Petersberg bei Fulda stammt aus der Zeit um 1090–1150. Es handelt sich um die Abschrift einer Urkunde im Codex Eberhardi, einem Kopiar. Diese Urkunde bezeugt zugleich Besitz der Propstei Petersberg und verweist auf mögliche Zugehörigkeit zur Fuldischen Mark. In dieselbe Zeit fällt die Erwähnung Heuchelheims als "Huchelenheim."
Heuchelheim gehörte 1255 als Allod zur Münzenberger Erbschaft, dem Nachlass Ulrichs II. von Münzenberg. Die Münzenberger Erbschaft wurde zwischen sechs seiner Schwestern geteilt, aber als Kondominat gemeinsam weiter verwaltet. So erhielten zunächst je einen Anteil:
- Adelheid, verheiratet mit Reinhard I. von Hanau
- Isengard, verheiratet mit Graf Philipp I. von Falkenstein
- Mechtild, verheiratet mit Engelhard von Weinsberg
- Irmengard, verheiratet mit Konrad von Weinsberg
- Hedwig, verheiratet mit Heinrich von Pappenheim
- Agnes, verheiratet mit Konrad von Schöneberg

Die Rechte an den Anteilen – und damit die Herrschaftsrechte über Heuchelheim – wurden weiter vererbt und zum Teil auch verkauft, so dass sich immer wieder unterschiedliche Eigentümergemeinschaften bildeten. Die einzelnen Eigentümer integrierten ihren jeweiligen Anteil in eigenen Verwaltungsstrukturen, in der Herrschaft und späteren Grafschaft Hanau war der Anteil z. B. dem dortigen Amt Münzenberg zugeordnet, in der Grafschaft Stolberg-Roßla dem dortigen Amt Ortenberg. Die Zuordnung der Anteile zu einzelnen Eigentümern entwickelte sich folgendermaßen:
| Zeitraum  | Herren                               | Herren                                    | Herren                                  | Herren                                  | Herren                               | Herren                                            | Herren                                            | Herren                                            | Herren                               | Bemerkungen |
| 1255–1256 | Adelheid 1/6 ⚭ Reinhard I. von Hanau | Isengard 1/6 ⚭ Philipp I. von Falkenstein | Mechthild 1/6 ⚭ Engelhard von Weinsberg | Mechthild 1/6 ⚭ Engelhard von Weinsberg | Irmengard 1/6 ⚭ Konrad von Weinsberg | Irmengard 1/6 ⚭ Konrad von Weinsberg              | Agnes 1/6 ⚭ Konrad von Schöneberg                 | Hedwig 1/6 ⚭ Heinrich von Pappenheim              | Hedwig 1/6 ⚭ Heinrich von Pappenheim | Aufteilung des Erbes auf sechs verheiratete Töchter |
| 1256–1272 | Herrschaft Hanau 1/6                 | Falkenstein 3/6                           | Falkenstein 3/6                         | Falkenstein 3/6                         | Falkenstein 3/6                      | Falkenstein 3/6                                   | Schöneberg 1/6                                    | Pappenheim 1/6                                    | Pappenheim 1/6                       | Falkenstein erwarb 1256 die beiden Weinsberger Anteile. |
| 1272–1286 | Hanau 1/6                            | Falkenstein 4/6                           | Falkenstein 4/6                         | Falkenstein 4/6                         | Falkenstein 4/6                      | Falkenstein 4/6                                   | Falkenstein 4/6                                   | Pappenheim 1/6                                    | Pappenheim 1/6                       | Falkenstein erwarb 1272 den Schöneberger Anteil. |
| 1286–1418 | Hanau 1/6                            | Falkenstein 5/6                           | Falkenstein 5/6                         | Falkenstein 5/6                         | Falkenstein 5/6                      | Falkenstein 5/6                                   | Falkenstein 5/6                                   | Falkenstein 5/6                                   | Falkenstein 5/6                      | Falkenstein erwarb 1286 den Pappenheimer Anteil. |
| 1418–1507 | Grafschaft Hanau 8/48                | Eppstein 20/48                            | Eppstein 20/48                          | Eppstein 20/48                          | Eppstein 20/48                       | Solms-Greiffenstein 15/48                         | Solms-Greiffenstein 15/48                         | Solms-Greiffenstein 15/48                         | Solms-Laubach 5/48                   | 1418 erloschen die Falkensteiner. Ihr Anteil fiel zu gleichen Teilen an Solms und Eppstein. Der Solmser Anteil wurde im Verhältnis 3:1 zwischen den Linien Greiffenstein und Laubach geteilt. |
| 1507–1581 | Grafschaft Hanau 8/48                | Königstein 20/48                          | Königstein 20/48                        | Königstein 20/48                        | Königstein 20/48                     | Solms-Greiffenstein 15/48                         | Solms-Greiffenstein 15/48                         | Solms-Greiffenstein 15/48                         | Solms-Laubach 5/48                   | 1507 trat der letzte männliche Vertreter der Familie von Eppstein seine Rechte gegen eine Pension an die Herren von Königstein ab.                                                            |
| 1581–1684 | Grafschaft Hanau-Münzenberg8/48      | Mainz 10/48                               | Mainz 10/48                             | Stolberg-Gedern 10/48                   | Stolberg-Gedern 10/48                | Solms-Greiffenstein 15/48                         | Solms-Greiffenstein 15/48                         | Solms-Greiffenstein 15/48                         | Solms-Laubach 5/48                   | 1581 Vom Eppsteiner Anteil kam die eine Hälfte an Stolberg-Gedern, die andere an Kurmainz. |
| 1684–1736 | Hanau 18/48                          | Hanau 18/48                               | Hanau 18/48                             | Stolberg-Gedern 10/48                   | Stolberg-Gedern 10/48                | Solms-Greiffenstein 15/48 ab 1693 Solms-Braunfels | Solms-Greiffenstein 15/48 ab 1693 Solms-Braunfels | Solms-Greiffenstein 15/48 ab 1693 Solms-Braunfels | Solms-Laubach 5/48                   | 1684 trat Mainz seinen Anteil im Rahmen eines Gebietstausches an Hanau ab. |
| ab 1736   | Landgrafschaft Hessen-Kassel 18/48   | Landgrafschaft Hessen-Kassel 18/48        | Landgrafschaft Hessen-Kassel 18/48      | Stolberg-Gedern 10/48                   | Stolberg-Gedern 10/48                | Solms-Braunfels 15/48                             | Solms-Braunfels 15/48                             | Solms-Braunfels 15/48                             | Solms-Laubach 5/48                   | 1736 erbte die Landgrafschaft Hessen-Kassel die Grafschaft Hanau-Münzenberg, siehe hier. |

Die Herren von Hanau belehnten 1374 mit ihrem Sechstel die von Hattstein. Später wurde der Ort von Hanau und Falkenstein insgesamt an die Wais von Fauerbach als Lehen vergeben.
Die Kirchengemeinde von Heuchelheim gehörte ursprünglich zu der von Echzell. 1420 wurde sie selbständige Pfarrei. Die Familie der Wais von Fauerbach, bei der daraufhin auch das Patronat lag, errichtete eine Kirche, die unter dem Patrozinium von Maria und den Heiligen Georg Valentin stand.

### Neuzeit
Die Anteilseigener an dem Kondominat, zu dem auch Heuchelheim gehörte, waren überwiegend Mitglieder des Wetterauer Grafenvereins oder verwandte Häuser. Deshalb setzte sich hier auch in der zweiten Hälfte des 16. Jahrhunderts die Reformation durch, letztendlich in ihrer reformierten Ausprägung.
Mit der Auflösung der alten Territorialstrukturen in napoleonischer Zeit wurde Heuchelheim letztendlich dem Großherzogtum Hessen zugeschlagen, allerdings schrittweise. 1806 kam der kurhessische Anteil unter französische Verwaltung, da Frankreich das Kurfürstentum besetzte, weil es sich weigerte, dem Rheinbund beizutreten. Das Großherzogtum Hessen dagegen trat dem Rheinbund bei und wurde unter anderem damit belohnt, dass es die staatliche Souveränität über die kleineren Herrschaften in seinem Einzugsbereich gewann. Dazu zählten auch die in der Wetterau gelegenen Gebiete von Solms und Stolberg-Gedern und damit deren Anteile an Heuchelheim. Am 11. Mai 1810 schlossen dann das Großherzogtum Hessen und Frankreich einen Staatsvertrag mit dem Frankreich Gebiete, die es 1806 Kurhessen abgenommen hatte, an das Großherzogtum weiter gab. Der im Mai geschlossene Vertrag wurde von Napoléon aber erst am 17. Oktober 1810 unterschrieben. Das hessische Besitzergreifungspatent datiert vom 10. November 1810 und umfasste auch den vormals kurhessischen, jetzt französischen Anteil an Heuchelheim. Es unterstand nun zu 7⁄12 dem großherzoglichen Amt Bingenheim und zu 5⁄12 dem standesherrlichen Amt Ortenberg.
Ab 1820 kam es im Großherzogtum Hessen zu Verwaltungsreformen. 1821 wurden auch auf unterer Ebene Rechtsprechung und Verwaltung getrennt und alle Ämter aufgelöst. Für die bisher durch die Ämter wahrgenommenen Verwaltungsaufgaben wurden Landratsbezirke geschaffen, für die erstinstanzliche Rechtsprechung Landgerichte. Die Verwaltung von Heuchelheim wurde dem Landratsbezirk Nidda, die Aufgaben der Rechtsprechung dem Landgericht Nidda übertragen. Ab 1832 war Heuchelheim dem Kreis Nidda zugeordnet, kurzzeitig nach der Märzrevolution von 1848 bis 1852 dem Regierungsbezirk Nidda, ab 1874 dem Landkreis Büdingen.
Für die örtliche Wirtschaft war lange ein Braunkohletagebau der PREAG bedeutend. Davon sind westlich des Dorfes zwei ehemalige Klärteiche erhalten, die zu den Tagebauen II und III gehörten, der Teufel- und des Pfaffensee nordwestlich des Dorfes.
Hessische Gebietsreform (1970–1977)
Am 1. Februar 1972 wurde Heuchelheim zur Stadt Reichelsheim (damals: Landkreis Friedberg, später Wetteraukreis) eingemeindet.

## Bevölkerung
Einwohnerstruktur 2011
Nach den Erhebungen des Zensus 2011 lebten am Stichtag dem 9. Mai 2011 in Heuchelheim 402 Einwohner. Darunter waren 6 (1,5 %) Ausländer. Nach dem Lebensalter waren 69 Einwohner unter 18 Jahren, 153 zwischen 18 und 49, 90 zwischen 50 und 64 und 93 Einwohner waren älter. Die Einwohner lebten in 168 Haushalten. Davon waren 42 Singlehaushalte, 45 Paare ohne Kinder und 57 Paare mit Kindern, sowie 18 Alleinerziehende und 3 Wohngemeinschaften. In 36 Haushalten lebten ausschließlich Senioren und in 102 Haushaltungen lebten keine Senioren.
Einwohnerentwicklung
| Heuchelheim: Einwohnerzahlen von 1834 bis 2022 | Heuchelheim: Einwohnerzahlen von 1834 bis 2022 | Heuchelheim: Einwohnerzahlen von 1834 bis 2022 | Heuchelheim: Einwohnerzahlen von 1834 bis 2022 | Heuchelheim: Einwohnerzahlen von 1834 bis 2022 |
| --- | ---------------------------------------------- | ---------------------------------------------- | ---------------------------------------------- | ---------------------------------------------- |
| Jahr |                                                |                                                |                                                | Einwohner                                      |
| 1834 | 1834                                           |                                                | 250                                            | 250                                            |
| 1840 | 1840                                           |                                                | 255                                            | 255                                            |
| 1846 | 1846                                           |                                                | 270                                            | 270                                            |
| 1852 | 1852                                           |                                                | 263                                            | 263                                            |
| 1858 | 1858                                           |                                                | 261                                            | 261                                            |
| 1864 | 1864                                           |                                                | 259                                            | 259                                            |
| 1871 | 1871                                           |                                                | 244                                            | 244                                            |
| 1875 | 1875                                           |                                                | 245                                            | 245                                            |
| 1885 | 1885                                           |                                                | 222                                            | 222                                            |
| 1895 | 1895                                           |                                                | 185                                            | 185                                            |
| 1905 | 1905                                           |                                                | 171                                            | 171                                            |
| 1910 | 1910                                           |                                                | 187                                            | 187                                            |
| 1925 | 1925                                           |                                                | 198                                            | 198                                            |
| 1939 | 1939                                           |                                                | 184                                            | 184                                            |
| 1946 | 1946                                           |                                                | 318                                            | 318                                            |
| 1950 | 1950                                           |                                                | 334                                            | 334                                            |
| 1956 | 1956                                           |                                                | 310                                            | 310                                            |
| 1961 | 1961                                           |                                                | 300                                            | 300                                            |
| 1967 | 1967                                           |                                                | 353                                            | 353                                            |
| 1970 | 1970                                           |                                                | 345                                            | 345                                            |
| 1980 | 1980                                           |                                                | ?                                              | ?                                              |
| 1990 | 1990                                           |                                                | ?                                              | ?                                              |
| 2000 | 2000                                           |                                                | ?                                              | ?                                              |
| 2011 | 2011                                           |                                                | 402                                            | 402                                            |
| 2022 | 2022                                           |                                                | 410                                            | 410                                            |
| Datenquelle: Historisches Gemeindeverzeichnis für Hessen: Die Bevölkerung der Gemeinden 1834 bis 1967. Wiesbaden: Hessisches Statistisches Landesamt, 1968. Weitere Quellen: LAGIS; Zensus 2011; 2022 |                                                |                                                |                                                |                                                |

Historische Religionszugehörigkeit
| • 1961: | 209 evangelische (= 69,67 %), 59 katholische (= 19,67 %) Einwohner |

## Wappen
Das Wappen zeigt einen Reichsapfel als ein Symbol der Gerichtsbarkeit, da im Mittelalter hier ein Gerichtshof ansässig war. Der Reichsapfel taucht ebenfalls umgeben von Palmblättern in dem ältesten bekannten Siegel der Stadt von 1677 auf.

## Sehenswürdigkeiten
- Gesamtanlage Heuchelheim
- Hauptstraße 10
- Im Kirchgrund 3
- Gotische Evangelische Pfarrkirche

## Infrastruktur
Der öffentliche Personennahverkehr besteht aus der Buslinie FB03.